# Hanspeter Demetz
Hanspeter Demetz (* 1948 in St. Ulrich in Gröden) ist ein Südtiroler Architekt, Zeichner und Autor.

## Leben und Werk

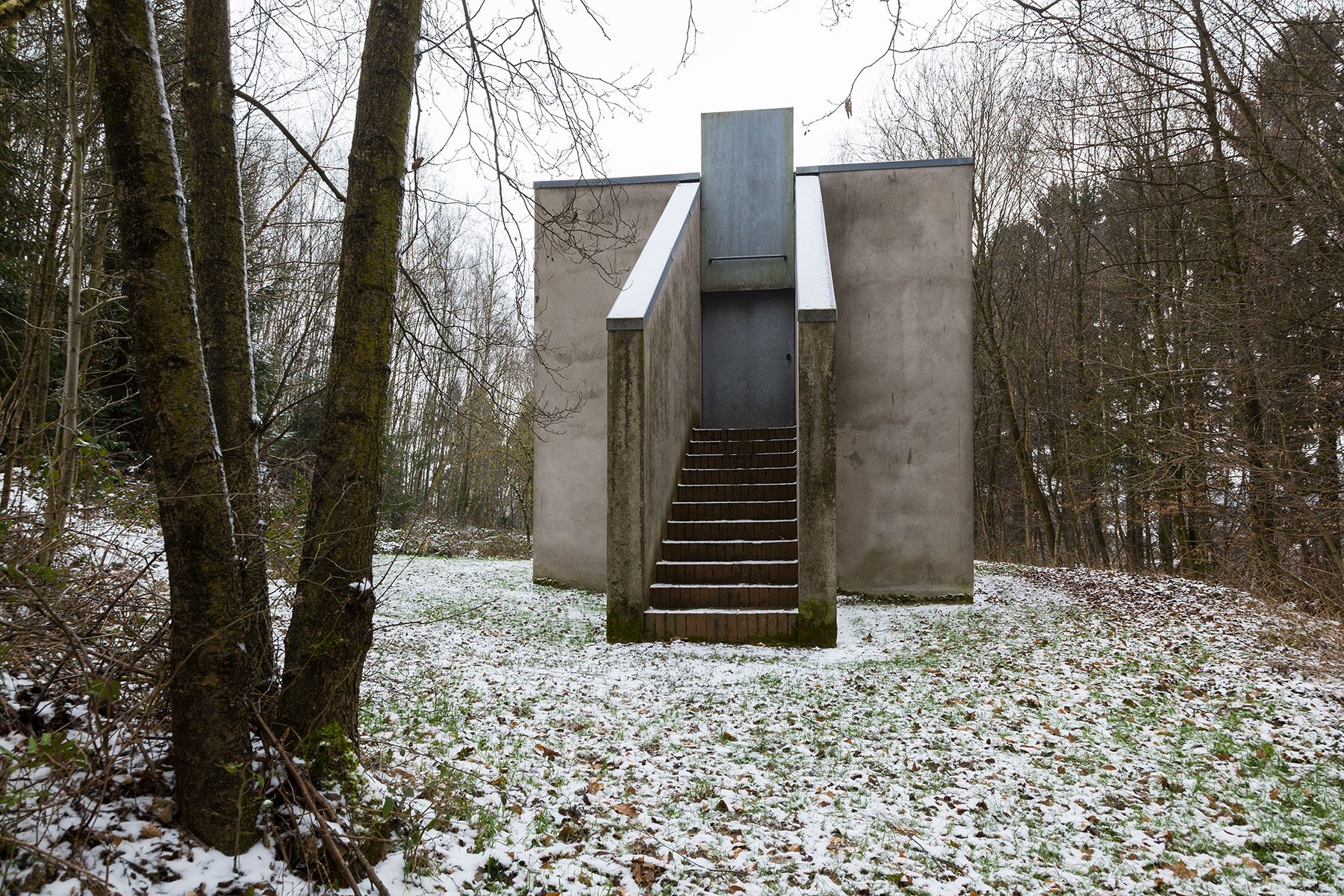
Hanspeter Demetz, Haus für August Sander, 1986/89, 550 × 550 × 550 – 250 × 550 × 110 cm, Massivbau, zementgrau verputzt. Standort: im Tal (Skulpturenpark) zwischen Hasselbach und Werkhausen

Demetz betreibt ein eigenes auf Hotelbauten spezialisiertes Architekturbüro. Seit 1980 veröffentlicht er Cartoons im Wochenmagazin ff. Daneben publizierte Demetz zeichnerische Arbeiten auch in mehreren von ihm verfassten Büchern; dazu zählen unter anderem ein Lexikon Südtirolerisch-Deutsch, ein Band mit Erzählungen und eine Sammlung von „Südtiroliaden“.
Im Skulpturenpark Im Tal im Westerwald zwischen Hasselbach und Werkhausen steht das von ihm entworfene „Haus für August Sander“ (1989), das sich als komplexer Ausstellungsraum explizit auf die Prinzipien der Photographie bezieht.

## Publikationen
- Bombenstimmung. 10 Jahre FF-Cartoons. Ein FF-Buch. Bozen 1990.
- Das Bankwesen. Cartoons. Ed. Raetia, Bozen 1992, ISBN 88-7283-020-6.
- Hosch den schun keart. Südtiroler sammeln Witze. Ed. Raetia, Bozen 2002, ISBN 88-7283-173-3.
- Amandas Schrank und andere Geschichten. Mit Zeichnungen des Autors. Ed. Raetia, Bozen 2004, ISBN 88-7283-180-6.
- Lexikon Südtirolerisch – Deutsch. Wörterbuch und Übersetzungshilfe für Fremde, Touristen und Zugereiste. Ed. Raetia, Bozen 2008, ISBN 978-88-7283-303-2.
- Südtirolerisch gsagg. Der ultimative Sprachführer. Mit Zeichnungen des Autors. Ed. Raetia, Bozen 2017, ISBN 978-88-7283-575-3.